# 호스필드둥근잎박쥐
호스필드둥근잎박쥐(Hipposideros larvatus)는 잎코박쥐과에 속하는 박쥐의 일종이다. 방글라데시와 캄보디아, 중국, 인도, 인도네시아, 라오스, 말레이시아, 미얀마, 태국, 베트남에서 발견된다.

## 특징
잎코 각 옆에 세 개의 측면 보조 작은 잎을 갖고 있으며, 털은 진한 회색과 갈색 또는 불그스레한 갈색을 띠고 귀와 잎코는 진한 회색 또는 갈색을 띤다.(등 쪽 털은 균일한 계피색을 띠는 반면에 배 쪽은 연한 회색이다.) 넓고 삼각형 모양의 귀를 갖고 있으며, 새끼들이 어른 보다 더 진한 색을 띤다. 전완장은 평균적으로 약 55.5~62.2mm이고, 평균 몸무게는 17.4~24.8g이다. 귀 길이는 약 17~22mm이다.

## 분포 및 서식지
호스필드둥근잎박쥐는 아시아에 널리 분포한다. 지리적 분포 지역은 방글라데시(치타공주와 실렛주), 중국, 태국, 캄보디아, 라오스, 베트남, 인도네시아(발리, 칼리만탄, 수마트라 섬), 말레이시아(말레이 반도, 사바, 사라왁), 미얀마, 인도(아루나찰프라데시주와 아삼주. 메갈라야주)이다. 중국 대륙에서는 윈난성과 구이저우성, 광둥성, 광시 좡족 자치구, 하이난성을 포함한 중국 남부와 남서부에서 발견된다.
호스필드둥근잎박쥐는 주로 동굴에서 둥지를 튼다. 그러나 광산과 바위틈, 광산 갱구, 탑, 건물, 열대 습윤 숲에서도 많이 발견된다. 사람 거주지에서도 발견된다. 둥지는 암수 함께 수백 마리가 포함되는 것으로 추정된다. 다른 종들과 둥지를 공유하기도 한다. 해발 182~860m에서 주로 발견되지만 윈난 성의 1480m 높이에서 발견된 기록이 있다.

## 습성 및 생태
주요 먹이는 주로 딱정벌레류로 이루어져 있다. 그러나 나방과 나비, 파리, 모기, 흰개미와 날도래류, 개똥벌레, 개미, 말벌, 거미, 응애, 진드기 등과 같은 곤충도 먹는다. 특히 호스필드둥근잎박쥐는 평균 휴식 주파수 85kHz의 반향정위 소리를 낸다.